# Nature, le nouvel eldorado de la finance
 (août 2015).
Pour plus de détails, voir Fiche technique et Distribution.
Nature, le nouvel eldorado de la finance est un documentaire d'investigation réalisé par Sandrine Feydel et Denis Delestrac (en), sorti en 2015. Produit par Via Découvertes Films, le film a été diffusé en février 2015 en France et Allemagne. Il est distribué internationalement en deux versions par Java Films, sous le titre de « Banking Nature ».

## Synopsis
Nature, le nouvel eldorado de la finance est une investigation internationale sur la financiarisation de la nature.
Le film montre comment la protection de l'environnement est devenue un marché mondial. Il révèle l'appétit de la finance pour ce nouveau secteur économique, et les risques majeurs qu’encourent la nature et les hommes. Il montre les liens entre les acteurs de ces nouveaux marchés et les responsables de la dernière crise financière mondiale. L’enquête divulgue le rôle des lobbies auprès des institutions internationales pour développer cette nouvelle branche du « green business ». Enfin, il questionne la légitimité même de ces nouveaux marchés.
Nature, le nouvel eldorado de la finance pose des questions éthiques : qu'est-il légitime de posséder, d’acheter ? Peut-on tout placer en banque, y compris la planète, pour s’enrichir ? Les multinationales, les marchés et la finance peuvent-ils acheter les espèces vivantes et être garants de leur protection ? Quelles sont les garanties sur la bonne gestion et la préservation de ce patrimoine naturel universel ? Ces questions sont d'autant plus importantes que certaines entreprises travaillant dans des secteurs peu écologiques, tels que les industries minières ou pétrolières, s'intéressent à ces marchés, créant une ambiguïté sur leurs intentions.
L'investigation montre que des banques et fonds d’investissement achètent, partout sur la planète, d’immenses zones naturelles riches en espèces animales et végétales en danger. Le film expose l'identité de certains et la façon dont ils en retirent des profits. Il raconte comment ces réserves naturelles sont monétarisées et financiarisées en étant transformées en produits boursiers qui pourraient devenir spéculatifs.
En s'appuyant sur des situations concrètes en Ouganda, où des populations sont victimes de ces nouveaux marchés, ainsi qu'aux États-Unis et en Malaisie, où des banques affirment désormais protéger des espèces animales en danger, le film confronte ces acteurs aux dangers auxquels ils exposent l'environnement et les populations. Le film montre ensuite un débat avec des politiques et économistes sur leur avis et les risques liés à ces nouvelles pratiques.

## Fiche technique
- Formats : 90 min, 52 min
- Thématiques : Nature, société
- Images : Michel Anglade
- Monteurs : Guillaume Quignard
- Musique : Stéphane Lopez
- Mixage : Mathieu Cochin, Pom'Zed
- Diffusion : Arte
- Production : Via Découvertes Films
- Distribution : Java Films
- Pays de diffusion : France, Angleterre, Belgique, Brésil, Écosse, Équateur, États-Unis, Inde, Malaisie, Ouganda, Suisse

## Distinctions

### Sélections officielles
- UK Premiere au Frontline Club London 2015
- Byron Bay Film Festival 2015
- Life  Sciences  Film festival 2015
- Innsbruck Nature Film Festival 2015
- Ficma Latam 2015
- CineEco Seia 2015 — International Environmental Film Festival Serra da Estrela
- Environmental Film Festival Melbourne 2015
- Matsalu Nature Film Festival 2015
- Prix Italia (section « prix spéciaux : prix Milano Expo 2015 »)
- Filmambiente 2015
- Naturvision Film festival 2015
- GlobaLE Film Festival 2015
- DREFF 2015 / Dominican Republic Environmental Film Festival
- 7th Kuala Lumpur Eco Film Festival 2015
- Festival de Namur 2015
- FICMA  2015
- Ahvaz International Science Film Festival 2015
- IX Ahmed Attia Award 2015
- IDFA/International Documentary Film Festival Amsterdam 2015[2]
- FIGRA, Festival international du grand reportage d'actualité et du documentaire de société - Catégorie « Autrement vu » 2016
- ZagrebDox Catégorie "Controversial Dox" 2016
- Festival du film vert 2016[3]
- Green Film Festival in Seoul 2016
- 10th Edition of "Addis International Film Festival"2016[4]

### Récompenses
- Winner of the Expo Milano 2015 Prize
- Best Feature Film/Full Length Documentary at the 8th Kuala Lumpur Eco Film Fest 2015 - KLEFF2015[5]
- The Award of the Faculty of Forestry and Wood Sciences" at the Life Sciences Film Festival à Prague - LSFF 2015
- Grand Prize of the City of Innsbruck 2015 (Innsbruck Nature Film Festival, Autriche)[6]
- Best International Feature Award at Planet in Focus Environmental Film Festival of Toronto 2015 [5],[7]
- Best Short Documentary Golden Sun at the International Environmental Film Festival Barcelona 2016 – FICMA (Spain Best Short Documentary Golden Sun at the International Environmental Film Festival Barcelona 2016 – FICMA [5]
- Special Prize « Emys Foundation » at the International Environmental Film Festival Barcelona 2016 – FICMA [5]
- Prix "Greenpeace"  au festival du Film vert de Genève 2016 - FFV [5]
- Prix Planet. International Doc Festival (Brésil)